# 롭상 람파

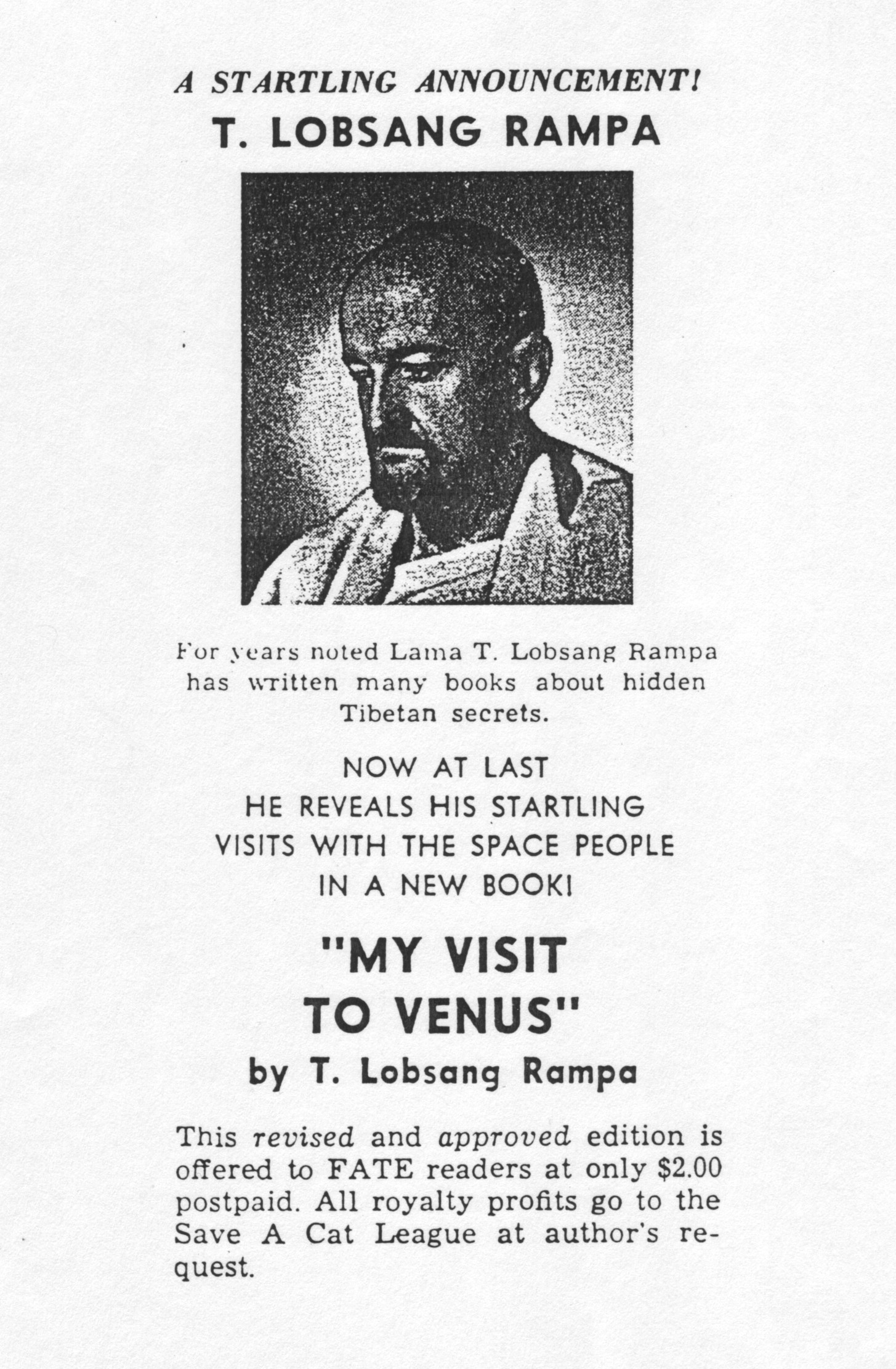

롭상 람파(Tuesday Lobsang Rampa, 1910년 4월 8일 – 1981년 1월 25일)는 위서 '세 번째 눈' (The Third Eye)의 저자로서 알려진 인물. 본명은 시릴 헨리 호스킨(Cyril Henry Hoskin)으로, 후술하는 것처럼 진짜 영국인이다.

## 약력

### '세 번째 눈' 출판
1955년 여름, 롭상 람파라고 자칭하는 삭발 모습의 인물이 런던의 섹카&워바크사에 모습을 나타내, 스스로의 자라난 내력을 집필했으므로 출판시켰으면 좋겠다고 쥬우케이 대학의 (영문으로 쓰여진) 소개장을 가지고 가 이야기를 걸었다. 그는 일본군과 중국 공산당군에 박해되어 영국에 탈출해 온 티베트의 고위 라마와의 포고 포함으로 신상을 소개해, 이하와 같은 경력을 주장했다.
- 1938년 중국 공군의 군의관으로서 중일 전쟁에 종군중, 격추되어 포로가 되지만 탈주.
- 1944년 버마에서 일본군의 포로가 되어, 히로시마의 수용소에서 고문을 받지만, 원폭 투하의 혼잡에 잊혀져 탈주.
- 어선을 훔쳐 한반도를 건너, 시베리아 철도에서 대륙 횡단을 기획하는 것도 모스크바에서 소련 군사에게 체포된다.
- 감금, 투옥, 국외 추방된 후, 폴란드, 독일, 프랑스, 미국을 방랑.
- 1951년에 영국에 망명한다.

람파가 반입한 원고에는 당시 비밀의 베일에 싸이고 있던 티베트의 이국적인 여러 가지 습속이 소개되고 있었다. 예를 들면 '큰 연을 타고 하늘을 난다', 혹은 '액에 트인 구멍 수술을 받아 은빛의 목편이 삽입되었다. 그에 의해 신비적인 세 번째 눈이 열렸다' 등이다. 그러나 원고가 영어 (그것도 서민이 사용하는 것 같은 슬랭교사리의 영어)로 쓰여져 있던 후에, 편집자가 티베트어에 대해 몇이나 질문해도 람파는 전혀 대답할 수 없었다. 하지만 '세 번째 눈'은 '티벳의 라마승이 자라난 내력을 말한다'의 부제를 붙이고, 1956년에 섹카&워바크사로부터 출판되어 온 세상에서 베스트셀러가 됐다.

### 판명된 정체
그러나 '세 번째 눈'의 간행 직후부터 전문적인 티베트 연구가로부터 기술 내용에 의문이 정 된 후에 그의 경력에 대해서도 혐의가 생겨 사립탐정 크리포드 바제스에 의해서 람파의 내력이 조사되었다. 그 결과는, 람파 자신이 말하고 있던 것과는 현저하게 동떨어진 것이었다.
람파 곧 호스킨은 플리머스 근교에 수도 공사업자의 아들로 태어나 가업을 잇고 있었다. 심령현상이나 오칼트 특히 티베트이나 중국의 신비 사상에 깊은 관심을 안고 있었지만, 중국이나 티베트를 방문하고 있지 않을 뿐만 아니라 영국을 출국한 일조차 없었다. 하지만, 호프킨스는 컬 쿠안 스오 박사를 자칭해 심령현상의 저작이나 소설을 써, 여기저기의 출판사에 팔고 있었다.
이 사실이 폭로되면, 람파 호스킨은 '뇌진탕을 일으켰을 때에 라마승의 롭상 람파가 자신에게 갈아타 쓴 것이다'라고 변명, 속편으로서 '라사의 현자' '람파 이야기' 등을 출판 하지만, 턱수염을 길러 삭발한 라마승 모습의 사진을 공개했는데 전문의 연구자로부터 '라마승이 수염을 기르는 것은 있을 수 없다' 등의 어려운 지적을 받아 긁어 부스럼이 되었다. 단지, 초심리학적 현상 속에는 빙의현상이 얼마든지 봐 받게 되어 롭상 람파에 티베트의 승려가 갈아탄 것은 아닌가 하는 설도 있다. 실제 내막이 공개되고 나서도 지지는 그만큼 잃지는 않았다. 그 후 아일랜드에서 캐나다로 이주해, 1973년에 캐나다에 귀화. 죽었다.

## 국역 일람
- '세 번째 눈 - 어느 라마승의 자전' 시라이 마사오 역, 코단샤, 1979년.[4]
- '우리는 비행접시를 탄 - 3개의 경이적 컨택트' (UFO 동승기! 호스킨의 성명문 등도 수록) 우주 우호 협회, 1959년.
- '고대의 동굴 - 티베트 소년승려의 이상한 이야기' ISBN 4886399991

## 같이 보기
- 영매

## 참고 문헌
- A Multilingual comprehensive website dedicated to Dr. Lobsang Rampa in English, Spanish, French that has all 19 books in those languages and a list of 20 other languages.
- 코린 윌슨, 도널드 시맨 세키구치 아츠시 역 '세계 추문 극장' 오즈치사, 1993년. ISBN 4791752570
- 타네무라 스에히로 '시대착오' 오즈치사, 1979년. ISBN 4309401090
- 타네무라 스에히로 '시대착오' 카와이데 문고, 1985년. ISBN 4309401090